# M-Base
Le terme M-Base est utilisé de différentes manières. Dans les années 1980, un collectif de jeunes musiciens afro-américains comprenant Steve Coleman, Graham Haynes, Cassandra Wilson, Geri Allen, Robin Eubanks, et Greg Osby émerge à Brooklyn avec un tout nouveau son et des idées spécifiques sur l'expression créative. 

## Terminologie
En utilisant un terme inventé par Steve Coleman, ils appellent ces idées M-Base-concept (abréviation de macro-basic array of structured extemporization) et les critiques utiliseront ce terme pour catégoriser la musique de cette scène en tant que style de jazz. Mais Coleman souligne que M-Base ne désigne pas un style musical mais une façon de penser la création musicale. Coleman refuse également le mot « jazz » pour qualifier sa musique et la tradition musicale représentée par des musiciens comme John Coltrane, Charlie Parker, Louis Armstrong, etc.
Cependant, les musiciens du mouvement M-Base, qui comprend également des danseurs et des poètes, s'efforcent de trouver des langages musicaux créatifs communs, de sorte que leurs premiers enregistrements présentent de nombreuses similitudes reflétant leurs idées communes, les expériences de travail en commun et leur contexte culturel similaire. Pour qualifier ce type de musique, les critiques de jazz établissent le mot « M-Base » comme un style de jazz, faute d'un meilleur terme, déformant ainsi sa signification originale.

## Musique associée
Pour le critique de jazz Bill Milkowski, parmi les annonciateurs du M-Base, on peut citer le groupe dirigé par Miles Davis sur des enregistrements tels que Agharta et Pangaea en 1975, en particulier le mélange des lignes de saxophone acerbes de Sonny Fortune sur le groove syncopé exécuté par la section rythmique composée du batteur Al Foster, du bassiste Michael Henderson et du guitariste rythmique Reggie Lucas.